# Саурон
Саурон је лик из романа епске фантастике Џ. Р. Р. Толкина. Он је секундарни антагониста у „Силмарилиону“ и главни у трилогији „Господар прстенова“. Такође се спомиње у „Хобиту“ и збирци Толкинових есеја, „Незавршеним причама“.

## Биографија лика

### Порекло
Саурон је био један од Мајара, бесмртних бића који су у Арду дошли заједно са Валарима не би ли им помогли да је припреме за долазак деце Илуватара (Вилењака и Људи). Најпре је био потчињен Аулеу и био је вешт занатлија. Међутим, брзо је прешао у службу Мрачног Господара Мелкора, касније названог Моргот, и постао његов најмоћнији и најоданији следбеник. Мелкор је био истог порекла као и Валари, али им се супротставио и настојао да уништава њихов рад и да загосподари Ардом. Притом је завео и потчинио многа бића, међу њима и Саурона.

### Прво раздобље
Прва Морготова тврђава била је Утумно. Он је такође подигао и оружарницу Ангбанд, којом је у његово име управљао Саурон. Валари су, у време буђења Вилењака, заратили против Моргота и разрушили Утумно. Саурон је избегао судбину свог господара, који је био заробљен у Валинору (земљи Валара). Моргот је тамо провео три доба пре него што је помилован и ослобођен. Међутим, брзо се вратио старим плановима о освајању Арде, те је пребегао назад у Средњу земљу, где се утврдио у Ангбанду. Призвао је све своје старе слуге и Саурон се поново нашао у његовој служби.
Саурон је временом постао моћан чаробњак, господар сенки и утвара. Током ратова Вилењака и Моргота, изграђена је тврђава Минас Тирит на Тол Сириону, која је служила за надгледање и одбрану од изненадног напада Мрачног Господара. Чувар те куле био је Ородрет, брат Финрода Фелагунда. Саурон је, међутим, заузео Минас Тирит и протерао Ородрета. Претворио ју је у Морготову осматрачницу и наставио да борави у њој заједно са вукодлацима чији је био господар.
Саурон је имао значајан удео у причи о Берену и Лутијени. Берен је био потомак једна од три куће Људи који су помагали Вилењацима у борби против Моргота. У то време, од те куће остали су само он, његов отац Барахир и још једанаест пратилаца. Саурон је имао задатак да их пронађе и уништи. Успео је да зароби једног од њих, Горлима, и на превару га навео да открије пребивалиште своје дружине. Моргот је тада послао своје Орке на место које му је пренео Саурон, и они су побили све Људе осим Берена, који је побегао у вилењачку шуму Доријат. Тамо се заљубио у Вилењакињу Лутијену и затражио њену руку од Тингола, њеног оца. Тингол, који се противио том браку, задао је Берену немогућ услов, да му донесе један драгуљ Силмарил из Морготове круне. Берен је пристао и затражио помоћ од вилењачког краља Финрода Фелагунда. Међутим, док су пролазили поред Сауронове куле, били су примећени. Ту се одиграла битка између Финрода и Саурона, који су кроз песму бацали чини један на другог, све док Вилењак није попустио и пао пред Сауронов трон. Тада су Берен, Финрод и њихови пратиоци били бачени у тамницу, где је вукодлак с времена на време прождирао једног од њих. Саурон је на тај начин желео да сазна њихове намере и идентитет.
Лутијена је отишла из Доријата у покушају да помогне Берену. Када је стигла до Сауроновог острва, само је још он остао жив у тамници. Лутијена је запевала песму моћи како би натерала Саурона да јој се преда, али он је слао вукодлаке да је убију. Међутим, са Вилењакињом је био Хуан, ловачки пас из Валинора, који је једног по једног побеђивао. На крају је сам Саурон узео обличје вукодлака и борио се са Хуаном, али је био надвладан и приморан да преда острво Лутијени.

### Друго раздобље

#### Прстенови Моћи
Након Морготовог пада и протеривања из Арде, Саурон се пред гласником Валара Еонвеом покајао за своја дела, али није желео да оде у Валинор и чека на осуду, већ се сакрио у Средњој земљи. Тамо је провео доста времена пре него што је одлучио да је сам покори, помисливши да су Валари заборавили на њу. Настојао је да натера Људе и (нарочито) Вилењаке да ступе у његову службу, али су га Узвишени вилењачки краљ Гил-галад и Полувилењак, господар Елронд, гледали са сумњом. Међутим, другде у Средњој земљи је радо прихваћен и био је знан као Анатар, Господар Дарова. Тада је још могао да се приказује у племенитом и мудром обличју, и тако успео да завара све, осим најопрезнијих. Саурон је навео Вилењаке, посебно њиховог најпознатијег ковача Келебримбора, да створе Прстенове Моћи и давао им савете при раду. Међутим, тајно је сковао Јединствени Прстен, помоћу кога је могао да влада свим осталим Прстеновима и тако њихове носиоце потчини својој вољи. У Прстен је унео много своје моћи, снаге и воље.
Међутим, чим су Вилењаци открили шта је урадио, скинули су своје Прстенове и сакрили их. Саурон је тада, схвативши да неће моћи на тај начин да их покори, кренуо у отворени рат против њих. Захтевао је да му сви Прстенови буду предати, пошто су направљени по његовим саветима и имали су велике моћи. Године 1695. другог раздобља Саурон је напао области Ерјадор и Ерегион заједно са војском Орака и других створења потеклих из Морготове војске. Иако су му се супротставили вилењачки господари Елронд и Келеборн, Саурон је стигао до ковачнице, заробио Келебримбора и узео девет Прстенова. Затим му је Келебримбор на мукама рекао где су још седам, али за најмоћнија и највреднија три, Нарју, Нењу и Виљу, није хтео да открије локацију. Саурон га је у бесу убио и хтео да уништи Елрондову војску, али су га у томе спречили Патуљци из Морије, који су заратили против њега.
У наредним годинама Саурон је заузео цео Ерјадор и покушавао да освоји Линдон, јер је веровао да се тамо налазе Три Прстена. Међутим, Вилењацима је стигла у помоћ војска Нуменора, острва које се налазило на западу Средње земље и где су живели краљеви Људи. Сауронова војска је потпуно поражена и протерана у његову земљу Мордор. У међувремену, он је девет Прстенова дао Људима, а седам Патуљцима. Људи су потпали под власт Прстенова и постали Сауронове слуге по имену Назгули. Патуљке није било тако лако придобити, али су они постали врло похлепни за благом, што је само по себи изазвало довољно зла, а касније је Саурон повратио неке од седам Прстенова. Три Прстена које су поседовали Вилењаци Саурон никада није нашао нити поседовао, и они су остали скривени до његовог пада.

#### Пад Нуменора
Саурон је замрзео Нуменорејце због њиховог помагања Вилењацима и желео је да загосподари градовима које су основали на обалама Средње земље. Нуменорски краљ Ар-Фаразон је због тога тамо довео своју војску. Саурон је, видевши њихову моћ, одлучио да им се не супротставља и заклео се краљу на верност. Ар-Фаразон га је повео са собом у Нуменор. Како су године пролазиле, Саурон је стекао огроман утицај над краљем. Говорио му је да треба да присвоји вечни живот који имају Валари и Вилењаци, а који је од Људи одузет. Такође је навео већину Нуменорејаца да обожавају таму и изградио храм посвећен Морготу, где су жртвовани краљеви противници. Саурон је у потпуности загосподарио Ар-Фаразоном, и он је пристао на сечу Белог Дрвета, које је било дар од Валара, и одлучио да нападне Валинор. Док су краљеве флоте ишле ка западу, Саурон је остао у Нуменору. Међутим, Валари су, видевши да Нуменорејци долазе и поред свих упозорења, призвали Илуватара који је отворио процеп у мору. У њега су пропале све нуменорске лађе, што је и била намера Сауронова. Међутим, он није претпоставио колики ће бити гнев Валара, и није схватио да ће и Нуменор бити уништен. Он је такође пропао у процеп, али како је био бесмртно биће, његов дух је преживео и вратио се назад у Мордор, где је обновио своју снагу. Тада је Саурон изгубио способност да се другима приказује као племенит и мудар.

#### Рат Последњег савеза
Неки Нуменорејци су одбили да нападну Валаре и побегли у Средњу земљу, тако да нису доживели уништење. Њихов вођа је био Елендил, заједно са својим синовима Изилдуром и Анарионом. Они су се спријатељили са Вилењацима и основали утврђења за ратове против Саурона. Он је почео да окупља војску, у којој су били Људи са истока и неки из Нуменора, који су потпали под његову власт. Елендил и Гил-Галад су основали савез Вилењака и Људи, и напали Мордор. Опсада је трајала седам година, и Саурон је покушавао да се пробије, али није успевао. На крају је он сам изашао на бојно поље, и борио се против Гил-Галада и Елендила, обојицу их убивши. Изилдур је, међутим, узео крхотину мача свог оца и одсекао Јединствени Прстен са Сауронове руке. Како је толико много његове моћи било везано за Прстен, Саурон је изгубио тело и у облику сенке побегао са бојног поља. Битку су добили Људи и Вилењаци, и тим догађајем је завршено друго раздобље.

### Треће раздобље
Изилдур није желео да уништи Сауронов Прстен, пошто је тај предмет имао изузетно привлачну моћ над оним ко га носи. Да је то учинио, Саурон никада не би могао да поврати своју моћ и био би заувек побеђен. Изилдура су убили Орци приликом Битке на Радосним пољима, а Прстен је упао у реку Андуин, где је био око 2500 година.
Саурон се после скоро хиљаду година вратио са Истока где је боравио, и у облику сенке настанио у Зелен-шуми, која је добила назив Мрка шума. Сенка је помрачила дрвеће, а многа зла створења су настанила пределе око Дол Гулдура, Сауронове тврђаве. Ипак, нико од Вилењака није претпоставио да је то он и звали су га Волшебник. После дуго времена га је открио Гандалф, један од Истара које су Валари послали у Средњу земљу, знајући да Саурон још није поражен. Саурон је побегао од њега из шуме 2063. године Трећег раздобља, али се вратио готово четири стотине година касније и наставио да јача. Гандалф је инсистирао да се Дол Гулдур нападне пре него што непријатељ постане превише снажан, али му се дуго супротстављао Саруман, још један од Истара, који се надао да ће сам моћи да пронађе Јединствени Прстен, за којим је Саурон такође трагао како би повратио своје моћи. Дол Гулдур је коначно нападнут 2941. године, али се Саурон вратио у Мордор, где је поново подигао кулу Барад-дур и настанио се у њој.
Јединствени Прстен су петсто година раније нашли припадници рибарског народа, Смигол и Дигол. Смигол је убио свог пријатеља због Прстена и побегао у Маглене планине, где се дуго крио као створење Голум. Прстен је током свог путовања случајно нашао Хобит Билбо Багинс, а када је Гандалф то открио, одлучено је да он мора да се однесе у Мордор и уништи се у ватри из које је потекао. Тај задатак преузео је Билбов нећак Фродо.
Саурон је кренуо у нови рат против Људи, придобивши на своју страну Сарумана. Опседао је Гондор, краљевство Људи, али је поражен, упркос много већој војсци. Последњи господари Људи, предвођени Изилдуровим наследником Арагорном и Гандалфом, су дошли до Капије Мордора не би ли направили диверзију и дали Фроду времена да уништи Прстен. Тај циљ је на крају и постигнут. Саурон је изгубио све своје моћи и уздигао се изнад Мордора у облику сенке, али није имао снаге и однет је ветром. То је био последњи пут да је виђен на свету.